# Ken Wilmshurst
Ken Wilmshurst, wł. Kenneth Stanley David Wilmshurst (ur. 9 kwietnia 1931 w Kalkucie, zm. 3 października 1992 w Cobham) – brytyjski lekkoatleta, który specjalizował się w trójskoku i skoku w dal.
Na igrzyskach Imperium Brytyjskiego i Wspólnoty Brytyjskiej reprezentował Anglię, a na pozostałych imprezach międzynarodowych Wielką Brytanię.
Zdobył dwa złote medale na igrzyskach Imperium Brytyjskiego i Wspólnoty Brytyjskiej w 1954 w Vancouver: w skoku w dal (przed Nigeryjczykami Karimem  Olowu i Sylvanusem Williamsem i w trójskoku (przed Nigeryjczykiem Peterem  Esirim i Brianem Oliverem z Australii). Na tych samych igrzyskach Wilmshurst zajął 6. miejsce w biegu na 440 jardów przez płotki. Startował na igrzyskach olimpijskich w 1956 w Melbourne, gdzie zajął 9. miejsce w trójskoku i 11. miejsce w skoku w dal. Na igrzyskach Imperium Brytyjskiego i Wspólnoty Brytyjskiej w 1958 w Cardiff zajął 5. miejsce w trójskoku i 11. miejsce w skoku w dal. Odpadł w kwalifikacjach trójskoku na mistrzostwach Europy w 1958 w Sztokholmie.
Wilmshurst był mistrzem Wielkiej Brytanii (AAA) w trójskoku w latach 1953–1957 oraz brązowym medalistą w 1960. Był również mistrzem swego kraju w biegu na 220 jardów przez płotki w 1960, wicemistrzem w 1958 i brązowym medalistą w 1959, a także brązowym medalistą w skoku w dal w 1956.
Jako pierwszy Brytyjczyk przekroczył granicę 15 metrów w trójskoku (15,28 m 7 czerwca 1954 w Londynie). Siedmiokrotnie poprawiał rekord Wielkiej Brytanii w tej konkurencji do wyniku 15,60 m, uzyskanego 6 sierpnia 1956 w Londynie. Był również dwukrotnym rekordzistą Wielkiej Brytanii w skoku w dal do wyniku 7,54 m (5 sierpnia 1954 w Vancouver). Były to najlepsze wyniki w jego karierze.